# Długie (powiat przysuski)
Długie – wieś w Polsce położona w województwie mazowieckim, w powiecie przysuskim, w gminie Potworów. Przez miejscowość przebiega droga krajowa nr 48. Wieś ma status sołectwa.
| SIMC    | Nazwa | Rodzaj    |
| ------- | ----- | --------- |
| 0632295 | Pola  | część wsi |

W latach 1954–1961 wieś należała i była siedzibą władz gromady Długie, po jej zniesieniu w gromadzie Jabłonna. W latach 1975–1998 miejscowość należała administracyjnie do województwa radomskiego.
Wierni Kościoła rzymskokatolickiego należą do parafii św. Doroty w Potworowie.